# Foz do Iguaçu
Foz do Iguaçu este un oraș în Paraná (PR), Brazilia.